# Laphria cingulifera
Laphria cingulifera là một loài ruồi trong họ Asilidae. Laphria cingulifera được Walker miêu tả năm 1857. Loài này phân bố ở miền Ấn Độ - Mã Lai.